# Đình thần Định Yên

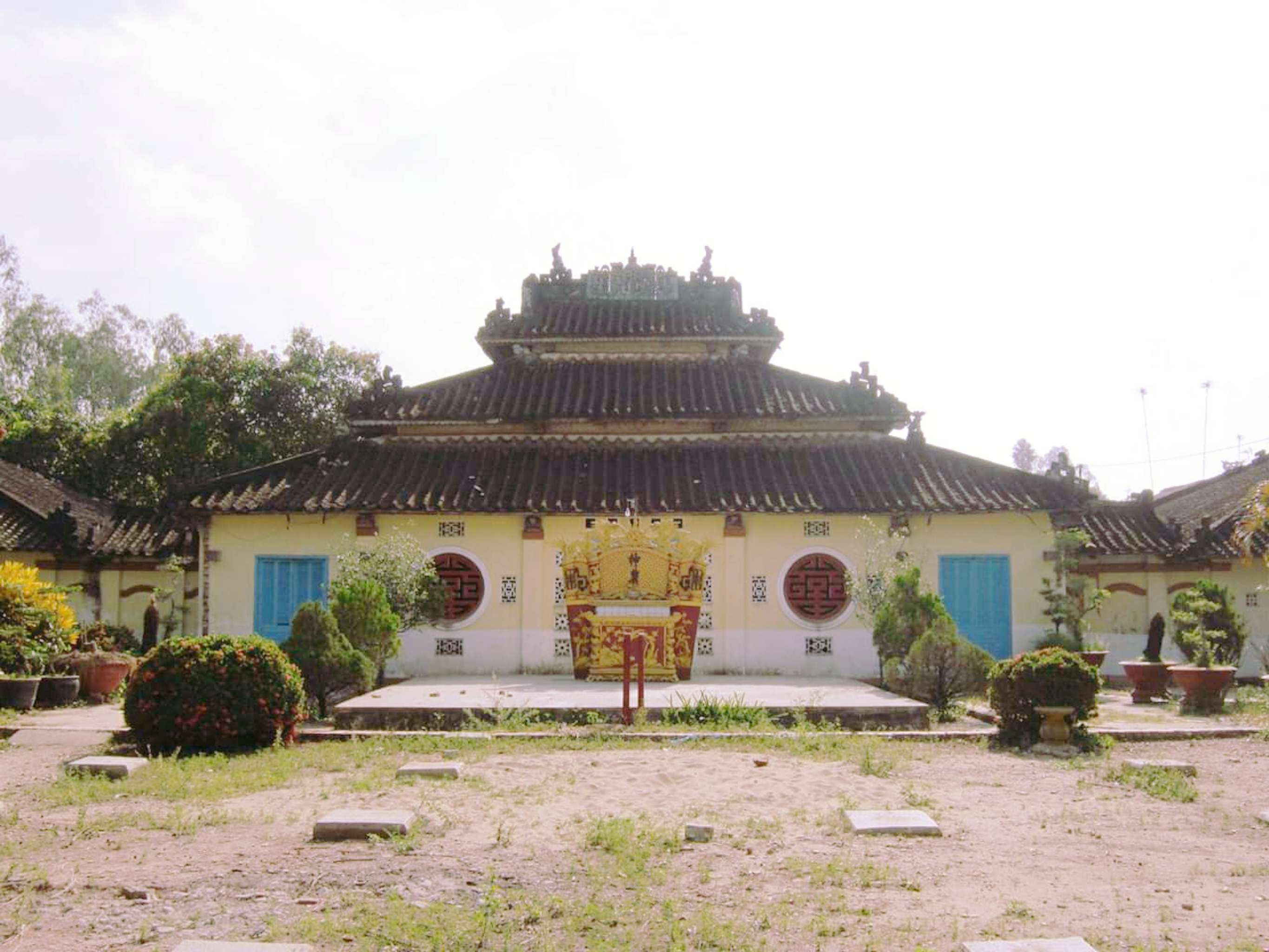
Đình thần Định Yên

Đình Định Yên tọa lạc ở ấp An Lợi A, xã Lai Vung, tỉnh Đồng Tháp, Việt Nam. Năm 2012, ngôi đình được Bộ Văn hóa - Thể thao và Du lịch công nhận là di tích lịch sử văn hóa cấp quốc gia.

## Lịch sử, kiến trúc

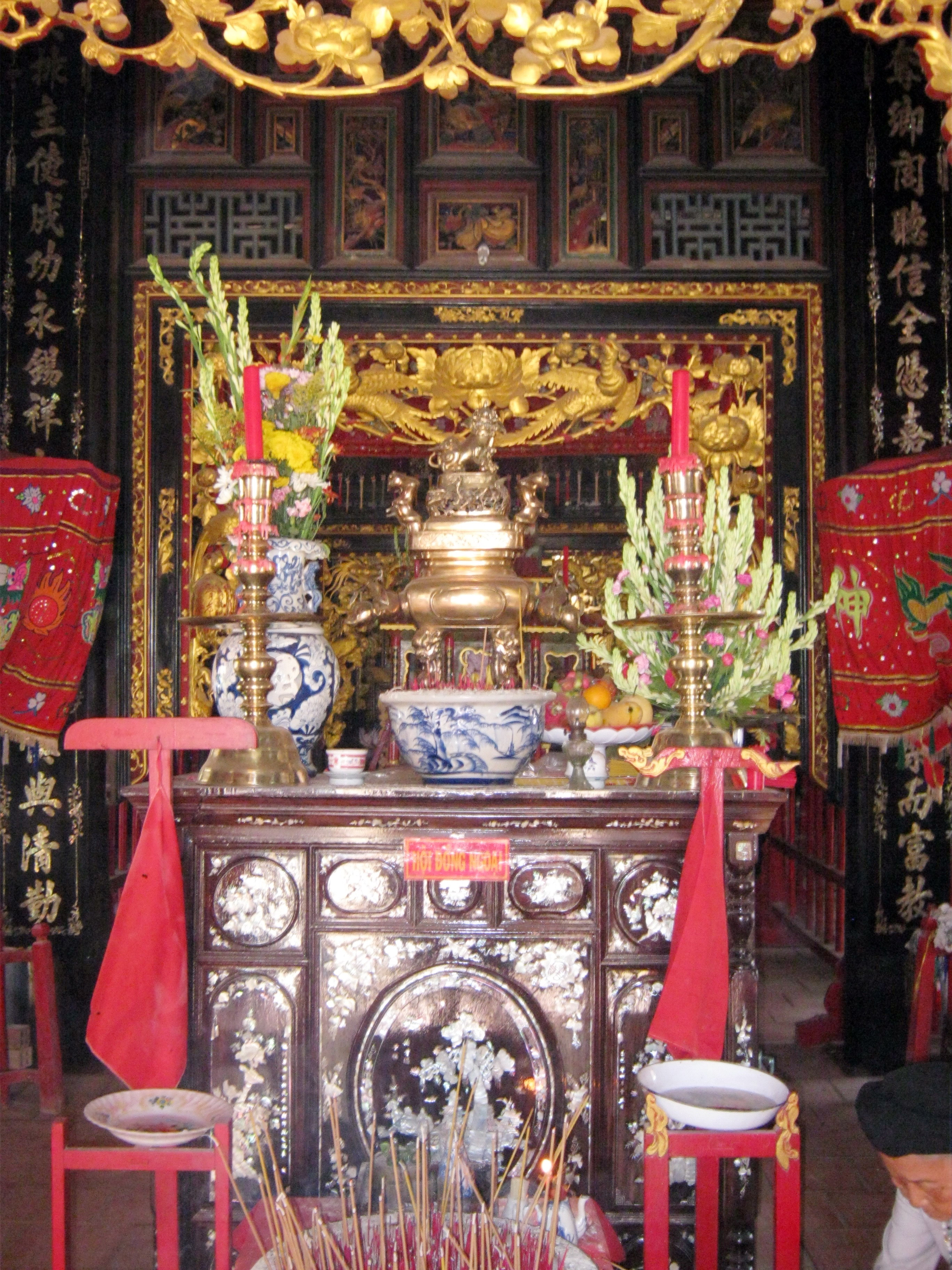
Một trong số bàn thờ trong chính điện

Ngôi đình được xây dựng vào năm Canh Tuất (1910), để thờ thần Thành hoàng Bổn cảnh và ông Phạm Văn An, là người đầu tiên khai hoang lập ấp nơi đây.
Ban đầu, đình được cất rất đơn sơ, bằng tre lá trên nền đất cao. Điểm đầu tiên ở rạch Bàu Bùng, kế đến dời về rạch bà Chơn, sau dời về địa điểm hiện nay ở đầu vàm Ngã Cái, Ngã Bát.
Đình xây trên một khuôn viên rộng, theo kiểu kiến trúc "nội công, ngoại quốc". Mái đình lợp ngói đại ống; các kỳ, kèo, cột được chạm trổ hoa văn đầu rồng, lân, cá hóa long...tinh xảo. Các câu đối, liễn, bao lam đều sơn son thếp vàng, cẩn ốc xà cừ, chạm các hình: cá hóa long, hoa sen, mẫu đơn và các bức tranh sơn thủy ca ngợi đất nước và con người.
Ngoài chính điện, đình còn có các hạng mục khác như: cổng đình, bái đình, nhà khách, v.v... Nhìn chung, đình Định Yên có kiến trúc quy mô, đặc sắc, còn giữ được khá nguyên trạng. 

## Thờ phụng, lễ hội

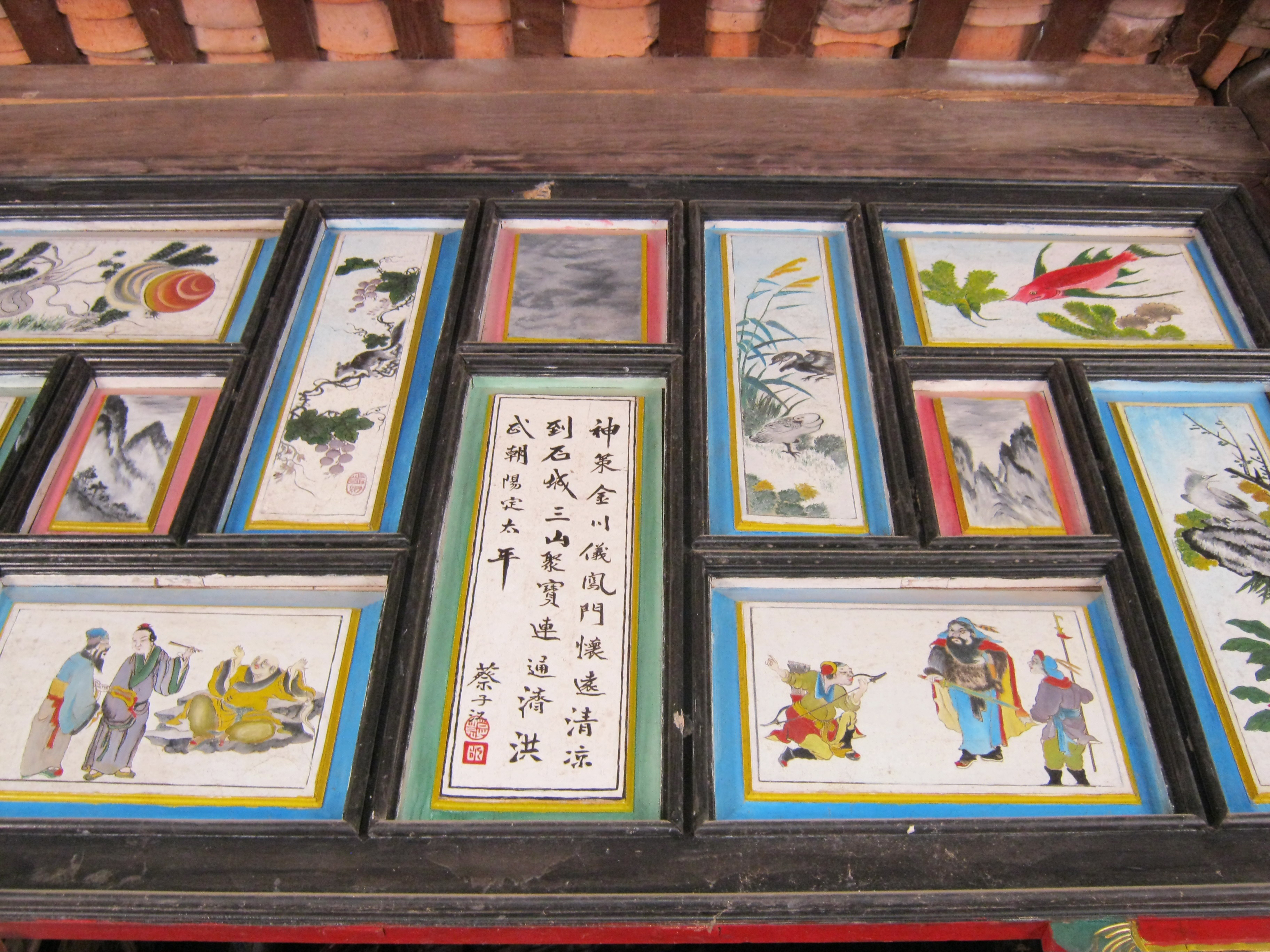
Một trong số tranh sơn thủy trong đình

Trong chính điện thờ thần Thành hoàng Bổn cảnh (được vua Tự Đức phong sắc vào ngày 21 tháng 11 âm lịch năm Nhâm Tý, 1852), hai bên tả hữu ban thờ các vị tiền hiền của làng. Hằng năm, đình mở hội vào các ngày 16, 17 tháng 4 và 15, 16 tháng 11 âm lịch.
Lễ hội bao gồm những nghi thức truyền thống như: đội kỵ mã, đội lân, đội lính hầu, đội nhạc lễ, học trò lễ, v.v...Hội đình Định Yên được xem là một trong những lễ hội truyền thống hằng năm của tỉnh Đồng Tháp.